# Манне, Абдули
Абдули Манне (англ. Abdoulie Manneh; род. 29 сентября 2005) — гамбийский футболист, полузащитник шведского «Мьельбю».

## Клубная карьера
Выступал за «Уоллидан» в гамбийском первом дивизионе. Дебютировал за клуб в начале 2021 года и до конца сезона забил семь мячей в 12 матчах, в результате чего был номинирован на звание лучшего молодого игрока года в Гамбии. В следующем сезоне вместе с командой стал победителем кубка страны. За два с половиной года, проведённых в команде, забил 21 гол и оформил 14 голевых передач. В ноябре 2023 года отправился на просмотр в бельгийский «КМСК Дейнзе». В декабре того же года тренировался в датском «Хорсенсе».
31 января 2024 года после успешного прохождения просмотра заключил трёхлетний контракт со шведским «Мьельбю».

## Карьера в сборной
Выступал за молодёжную сборную Гамбии. В июле 2022 года дебютировал в составе национальной сборной Гамбии в матче первого раунда чемпионата африканских наций с Гвинеей-Бисау.

## Достижения
Уоллидан:
- Обладатель кубка Гамбии: 2021/2022

## Статистика в сборной
| Матчи и голы Абдули Манне за национальную сборную Гамбии | Матчи и голы Абдули Манне за национальную сборную Гамбии | Матчи и голы Абдули Манне за национальную сборную Гамбии | Матчи и голы Абдули Манне за национальную сборную Гамбии | Матчи и голы Абдули Манне за национальную сборную Гамбии | Матчи и голы Абдули Манне за национальную сборную Гамбии |
| №                                                        | Дата                                                     | Оппонент                                                 | Счёт                                                     | Голы                                                     | Соревнование                                             |
| -------------------------------------------------------- | -------------------------------------------------------- | -------------------------------------------------------- | -------------------------------------------------------- | -------------------------------------------------------- | -------------------------------------------------------- |
| 1                                                        | 23 июля 2022                                             | Гвинея-Бисау                                             | 1:0                                                      | 0                                                        | Отборочные матчи ЧАН-2022                                |
| 2                                                        | 26 июля 2022                                             | Гвинея-Бисау                                             | 0:1                                                      | 0                                                        | Отборочные матчи ЧАН-2022                                |

Итого:2 матча и 0 голов; 1 победа, 0 ничьих, 1 поражение.